# マルヴァジーア・ディ・カゾルツォ・ダスティ
マルヴァジーア・ディ・カゾルツォ・ダスティ (Malvasia di Casorzo d'Asti) は、イタリアのDOCワインで、アレッサンドリア県、アスティ県で生産されたものが認定されている。

## 性質や特徴
- 色: ルビーの赤色からチェラズオーロ（桜色）まで。
- 香り: 特徴的な香りと芳香。
- 味: 甘く、軽い芳香、軟らかく、特徴的。